# Juan Ramón Martínez
Pour les articles homonymes, voir Martínez.
Juan Ramón Martínez, né le 20 avril 1948 à San Miguel (Salvador) et mort le 4 août 2024, est un joueur de football international salvadorien, qui joue au poste de milieu de terrain.

## Biographie

### Carrière en sélection
Avec l'équipe du Salvador, il inscrit 11 buts entre 1967 et 1976. 
Il figure dans le groupe des sélectionnés lors de la Coupe du monde de 1970. Lors du mondial, il joue deux matchs : contre la Belgique et le Mexique.
Il participe également aux Jeux olympiques de 1968 organisés au Mexique.

## Palmarès
| Deportivo Municipal - Championnat du Guatemala (1) : - Champion : 1965-66. |  | Juventud Olímpica - Championnat du Salvador (1) : - Champion : 1971. - Vice-champion : 1975. |  | CD Águila - Championnat du Salvador (1) : - Champion : 1972. |